# Butterfly (Kylie Minogue)
Butterfly è un brano musicale della cantante australiana Kylie Minogue, pubblicato nel 2001 come singolo promozionale estratto dal suo settimo album in studio Light Years. La canzone è stata scritta da 	
Kylie Minogue e Steve Anderson e prodotta da Mark Picchiotti.

## Tracce
CD edizione limitata
1. Butterfly (Radio Mix) - 4:09
2. Butterfly (Sandstorm Mix) - 7:15
3. Butterfly (E-Smoove Mix) - 8:05
4. Butterfly (illicit Mix) - 7:19
5. Butterfly (Trisco Mix) - 7:50
6. Butterfly (Havoc Mix) - 7:56
7. Butterfly (Craig J. Mix) - 5:41
8. Butterfly (Sandstorm Dub) - 9:03
9. Butterfly (E-Smoove Dub) - 8:06

CD edizione standard
1. Butterfly (Sandstorm Mix) - 7:15
2. Butterfly (E-Smoove Mix) - 8:05
3. Butterfly (Illicit Mix) - 7:19
4. Butterfly (Trisco Mix) - 6:37
5. Butterfly (Radio Mix) - 4:09

Vinile 12"
1. Butterfly (Sandstorm Vocal Mix) - 7:15
2. Butterfly (E-Smoove Vocal Mix) - 8:05
3. Butterfly (Illicit Mix) - 7:19
4. Butterfly (Trisco Mix (Long)) - 7:50